# Bronnenmühle (Rothenburg ob der Tauber)
Bronnenmühle ist ein Gemeindeteil der Großen Kreisstadt Rothenburg ob der Tauber im Landkreis Ansbach (Mittelfranken, Bayern). Bronnenmühle liegt in der Gemarkung Rothenburg ob der Tauber.

## Geografie
Die ehemalige Einöde ist mittlerweile Haus Nr. 7a/b der Gemeindestraße Kurze Steige. Sie liegt etwa 600 Meter nordwestlich und 70 Meter unterhalb der Stadtmitte von Rothenburg neben der oberen Tauber und gegenüber der Mündung des Rothenburger Vorbachs, der hier von links und Westen dieser zufließt. Über die Kurze Steige gelangt man an der Ludlesmühle vorbei nach Detwang (0,6 km nördlich). Die Reutsächser Steige (= Staatsstraße 1020) führt nach Reutsachsen (2,5 km westlich) bzw. zur St 2268 bei Detwang (0,4 km nördlich). An der Bronnenmühle verläuft der Fränkische Marienweg vorbei.

## Geschichte
Mit dem Gemeindeedikt (frühes 19. Jahrhundert) wurde Bronnenmühle dem Steuerdistrikt und der Munizipalgemeinde Rothenburg zugeordnet.

### Baudenkmäler
- Kurze Steige 7a: Der Bau der Bronnenmühle wurde 1595 begonnen und 1599/1600 vollendet. Sie diente als Getreidemühle, Sägemühle und als Wasserhebewerk. In ihrer Funktion als Wasserhebewerk beförderte sie das Quellwasser in einem 350 Meter langen Bleirohr zum Klingenturm (80 Meter Höhenunterschied) und stellte so die Wasserversorgung der Stadt Rothenburg sicher. Die Konstruktion stammte von Hans Sommer. 1853 wurden die Pumpen ausgebaut und durch eine Turbine ersetzt, die vermutlich zu den ältesten in Franken gehört. Um 1950 wurde der Pumpbetrieb der Bronnenmühle eingestellt.[5]
- Kurze Steige 7a: ehemalige Scheune[5]
- ehemaliges Pumpwerk der Rothenburger Wasserversorgung[5]

### Einwohnerentwicklung
| Jahr      | 001818 | 001840 | 001871 | 001885 | 001900 | 001925 | 001950 | 001961 | 001970 | 001987 |
| Einwohner | 4      | 8      | 10     | 9      | 1      | 17     | 48     | 36     | 20     | *      |
| Häuser    | 1      | 1      |        | 1      | 1      | 2      | 2      | 1      |        | *      |
| Quelle    | [ 7 ]  | [ 8 ]  | [ 9 ]  | [ 10 ] | [ 11 ] | [ 12 ] | [ 13 ] | [ 14 ] | [ 15 ] | [ 16 ] |

## Religion
Der Ort ist seit der Reformation evangelisch-lutherisch geprägt und bis heute nach St. Jakob (Rothenburg ob der Tauber) gepfarrt. Die Einwohner römisch-katholischer Konfession sind nach St. Johannis (Rothenburg ob der Tauber) gepfarrt.